# Vladimirs Koļesņičenko
Vladimirs Koļesņičenko (en russe : Владимир Колесниченко), né le 4 mai 1980 à Riga en Lettonie, est un footballeur international letton, qui évoluait au poste de milieu offensif.
Il a été le président du Skonto Riga de février 2012 à juillet 2014.

## Biographie

### Carrière de joueur
Vladimirs Koļesņičenko dispute 20 matchs en Ligue des champions, pour sept buts inscrits, et cinq matchs en Coupe de l'UEFA,. En Ligue des champions, il inscrit un doublé contre le club azéri de Shamkir en juillet 2000, puis un autre doublé face à l'équipe luxembourgeoise de Dudelange en juillet 2001.

### Carrière internationale
Vladimirs Babičevs compte 47 sélections et 6 buts avec l'équipe de Lettonie entre 1997 et 2010. 
Il est convoqué pour la première fois par le sélectionneur national Jānis Gilis pour un match de la Coupe baltique 1997 contre l'Estonie le 10 juillet 1997 (victoire 2-1). Par la suite, le 3 juillet 2001, il inscrit son premier but en sélection contre l'Estonie, lors d'un match de la Coupe baltique 2001 (victoire 1-0). Il reçoit sa dernière sélection le 5 juin 2010 contre le Ghana (défaite 1-0).
Au cours de sa carrière internationale, il dispute un total de 12 matchs comptant pour les éliminatoires de la Coupe du monde, inscrivant un but à cette occasion.

## Palmarès

### En club
- Avec le Skonto Riga
  - Champion de Lettonie en 1997, 1998, 1999, 2000, 2001, 2002, 2003 et 2004
  - Vainqueur de la Coupe de Lettonie en 1997, 1998, 2000, 2001 et 2002

- Avec le FK Ventspils
  - Champion de Lettonie en 2006, 2007 et 2008
  - Vainqueur de la Coupe de Lettonie en 2007

### Distinctions personnelles
- Meilleur buteur du Championnat de Lettonie en 2000 (17 buts)
- Meilleur buteur de la Coupe de la CEI en 2000 (5 buts)